# Víctor Merello
Víctor Alejandro Merello Escobar (* 21. Dezember 1952 in Coronel) ist ein ehemaliger chilenischer Fußballspieler und -trainer. Der Mittelfeldspieler absolvierte drei Länderspiele für Chile. Auf Vereinsebene wurde er mit dem CD Cobreloa zweimal chilenischer Meister und erreichte zweimal das Finale der Copa Libertadores.

## Karriere

### Verein
Víctor Merello begann seine Profikarriere 1970 in seiner Heimatstadt bei Lota Schwager. Er spielte acht Jahre mit dem Klub in der Primera División und wechselte 1978 zum CD Cobreloa. Beim Klub aus der Atacama-Wüste erlebte der Mittelfeldspieler seine erfolgreichste Zeit. Bis 1987 spielte er in 277 Ligaspielen und erzielte 44 Tore. Lediglich 1985 war er eine Saison bei Ligakonkurrent Naval unter Vertrag. Mit Cobreloa gewann Merello die Meistertitel 1980 und 1982 sowie die Copa Chile 1986. Besonders in Erinnerung blieb er beim Klub in der Copa Libertadores. Bei der Copa Libertadores 1981 erreichte Chiles Meister überraschend das Finale und zog erst im Entscheidungsspiel gegen Brasiliens Topverein Flamengo Rio de Janeiro den Kürzeren. Merello erzielte bei der 1:2-Niederlage im Hinspiel im Maracanã den Anschlusstreffer per Elfmeter und sorgte im Rückspiel für den 1:0-Erfolg seiner Mannschaft mit seinem Tor in der 79. Spielminute. Im Entscheidungsspiel sorgte Zico mit seinen beiden Treffern für den Erfolg der Brasilianer. Bei der Copa Libertadores 1982 kam Cobreloa erneut ins Finale, unterlag dort aber Peñarol Montevideo nach einem torlosen Unentschieden im Rückspiel durch ein Tor in der 89. Spielminute. Merello erzielte sechs bzw. vier Tore und war 1981 zudem zweitbester Torschütze des Wettbewerbs.
Nach seiner Zeit bei Cobreloa stand Merello jeweils eine Saison für Deportes Iquique und für Deportes La Serena auf dem Rasen. 1990 kehrte der Mittelfeldspieler noch einmal zu Naval zurück, das sich aber am Ende der Saison auflöste. Sein letztes Karrierejahr verbrachte der frühere Nationalspieler bei Zweitligist Deportivo Ñublense.

### Nationalmannschaft
Víctor Merello debütierte für die Nationalmannschaft Chiles im Juni 1979 unter Trainer Luis Santibáñez beim Freundschaftsspiel gegen Ecuador, als er für Manuel Rojas eingewechselt wurde. Nur wenige Tage später folgten sein zweiter Einsatz und sein Startelfdebüt, wieder gegen Ecuador. Sein drittes und letztes Spiel für die La Roja absolvierte der Mittelfeldspieler über fünf Jahre später beim Freundschaftsspiel gegen Mexiko.

### Trainer
Víctor Merello begann seine Trainerkarriere in den Jugendmannschaften von Fernández Vial und dem CD Cobreloa. 2001 übernahm er dann die Profimannschaft von Cobreloa. Danach trainierte er noch 2003 und von 2010 bis 2012 Deportes Concepción, 2007 Lota Schwager, von 2010 und 2013 Naval.

## Erfolge
Cobreloa
- Chilenischer Meister: 1980, 1982
- Chilenischer Pokalsieger: 1986
- Finalist Copa Libertadores: 1981, 1982